# Universidad Pedagógica Nacional (Colombia)
La Universidad Pedagógica Nacional es una universidad pública, estatal de carácter nacional, acreditada en alta calidad, financiada por el Estado colombiano y sujeta a inspección y vigilancia por medio de la Ley 1740 de 2014 y la ley 30 de 1992 del Ministerio de Educación de Colombia. Comenzó sus labores académicas como una institución de enseñanza superior femenina el 1 de febrero de 1955 y en 1962 adquirió carácter nacional y mixto. Su sede principal se encuentra en Bogotá, donde también cuenta con sedes secundarias. También cuenta con sedes de presencia nacional en el departamento de Cundinamarca.

## Historia
El origen de la Universidad Pedagógica Nacional se remonta a 1917 cuando, en el marco del Primer Congreso Pedagógico Nacional y las normas educativas emanadas ese año, el gobierno ordena la construcción del Instituto Pedagógico Nacional para Señoritas. Dicho centro entraría a funcionar desde 1927 a 1951, cuando en un proceso de desmonte del proyecto liberal de la Escuela Normal Superior, el Instituto hereda la facción femenina de la Escuela Normal.
En 1927, se inauguró la sede actual de la Avenida Chile en ese entonces Instituto Pedagógico Nacional para Señoritas, conocido como el Palacio de la Avenida Chile.
Para 1955, la institución toma el nombre de Universidad Pedagógica Nacional Femenina, compuesta por el Instituto Pedagógico Nacional, las Facultades Universitarias, el Instituto de Bachillerato y las Escuelas Anexas gracias a las gestiones de Franzisca Radke.
Desde 1962, se cambia a la denominación vigente de Universidad Pedagógica Nacional y pasa a convertirse en universidad mixta, al tiempo que establece cursos intensivos para la capacitación de maestros a partir del bachillerato. El Instituto de Capacitación y Perfeccionamiento del Magisterio en Servicio y la Escuela de Educación Física toman el carácter de Facultad al integrarse a la Universidad. 
En conjunto con la Universidad Pedagógica y Tecnológica de Colombia, asumieron la totalidad de la formación universitaria ofrecida a los educadores, hasta finales de la década del sesenta, cuando comenzaron a crearse otras facultades de educación en diferentes lugares del país. 
Debió reconstruirse después del terremoto de 1967. En 1968, fue reorganizada y definida como un establecimiento público de carácter docente, con personería jurídica, autonomía administrativa y patrimonio independiente, adscrito al Ministerio de Educación Nacional de Colombia. 
Su carácter público la ha llevado a liderar o participar en proyectos educativos de alto impacto, como el Movimiento Pedagógico en los años ochenta, la Expedición Pedagógica Nacional, el compromiso con los planes educativos decenales y la contribución en el desarrollo de políticas educativas pertinentes para el país.
Entre 1991 y 1996, en el marco del programa de reinserción a la sociedad civil de los excombatientes de distintos grupos como el M-19, el EPL, el PRT entre otros, desarrolló un programa innovador de alcance nacional para la formación de excombatientes, con más de 5000 graduados como bachilleres y de educación superior durante tres fases del programa.
La Universidad ha sido parte de la vida social y política del país, desde los años 70 ha hecho parte activa con los movimientos estudiantiles, paros de trabajadores estatales, paros cívicos entre otros espacios de movilización.
En la actualidad participa en numerosos proyectos sociales y de investigación, como "Grabar en la memoria" con las Madres de Soacha

## Gobierno Universitario
El Gobierno Universitario en la Universidad Pedagógica Nacional garantiza la participación de todas las instancias de la comunidad educativa para el funcionamiento y organización de la institución y el desarrollo de su Proyecto Educativo Institucional. Este se encuentra constituido por el Consejo Superior Universitario, el Consejo Académico, la Rectoría, la Secretaría General y las Vicerrectorías Académica, de Gestión Universitaria y Administrativa y Financiera.

## Facultades y Programas Académicos
En la actualidad, doce de los veinte programas académicos de pregrado de la sede principal de la universidad cuentan con acreditación de alta calidad otorgada por el Consejo Nacional de Acreditación (CNA). La universidad dio inicio a su proceso de acreditación institucional a finales de la década de los 90, y hasta el presente sigue desarrollándose tras la acreditación de varios de sus programas.
Las Facultades de la Universidad Pedagógica Nacional son estructuras académico–administrativas que dependen de la Vicerrectoría Académica. La universidad cuenta con facultades de Bellas Artes, Ciencia y Tecnología, Educación, Educación Física, Humanidades.

### Facultad de Bellas Artes
- Departamento de Educación Musical
  - Licenciatura en Artes Escénicas
  - Licenciatura en Artes Visuales
  - Licenciatura en Música
  - Maestría en arte, educación y cultura

### Facultad de Ciencia y Tecnología
- Departamento de Biología
  - Licenciatura en Biología
  - Licenciatura en Ciencias Naturales y Educación Ambiental
  - Maestría en Estudios Contemporáneos en Enseñanza de la Biología - A distancia

- Departamento de Física
  - Licenciatura en Física
  - Especialización en Docencia de las Ciencias para el Nivel básico
  - Maestría en Docencia de las Ciencias Naturales

- Departamento de Matemáticas
  - Licenciatura en Matemáticas
  - Especialización en Educación Matemática
  - Maestría en Docencia de la Matemática

- Departamento de Química
  - Licenciatura en Química
  - Maestría en Docencia de la Química

- Departamento de Tecnología
  - Licenciatura en Electrónica
  - Licenciatura en Diseño Tecnológico
  - Licenciatura en Tecnología
  - Especialización en Tecnologías de la Información Aplicadas a la Educación
  - Maestría en Tecnologías de la Información Aplicadas a la Educación

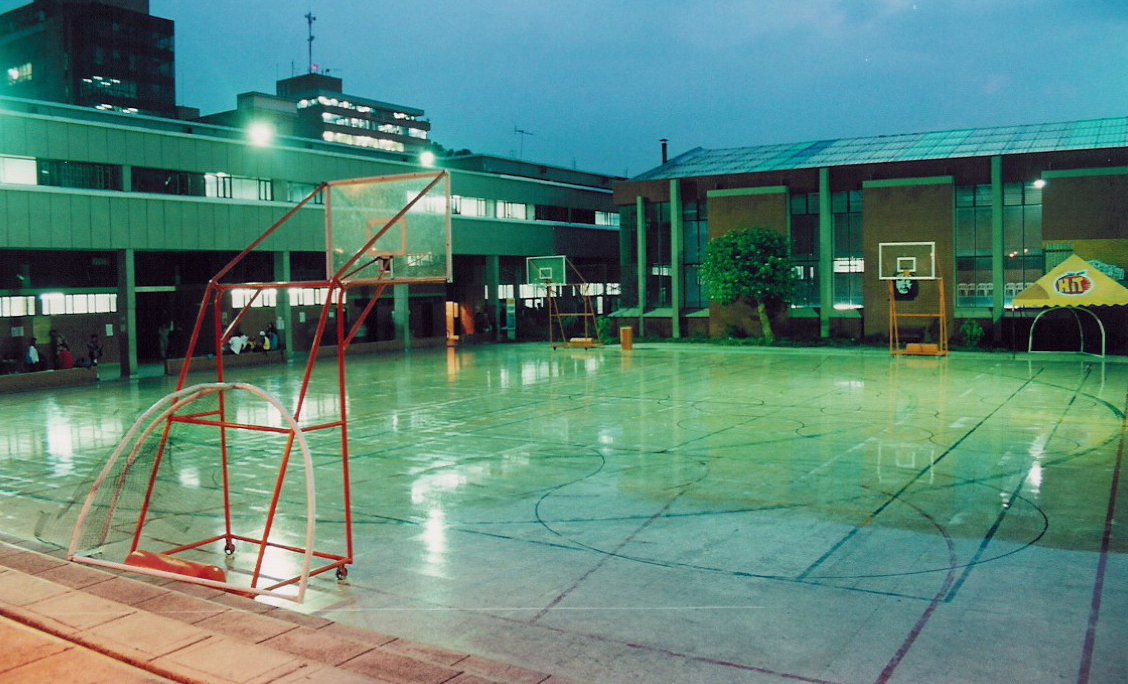
Canchas del Edificio C (Sede Principal) - Facultad de Educación

### Facultad de Educación
- Departamento de Psicopedagogía
  - Licenciatura en Educación Comunitaria
  - Licenciatura en Educación Especial
  - Licenciatura en Educación Infantil
  - Licenciatura en Educación Básica Primaria Modalidad Distancia Tradicional
  - Programa en Pedagogía

- Departamento de Posgrados
  - Especialización en Pedagogía - Modalidad Presencial
  - Especialización en Pedagogía - Modalidad Distancia
  - Maestría en Desarrollo Educativo y Social
  - Maestría en Estudios en Infancias
  - Maestría en Educación

### Facultad de Educación Física
- - Licenciatura en Educación Física
  - Licenciatura en Recreación
  - Licenciatura en Deporte

### Facultad de Humanidades
- Departamento de Lenguas
  - Licenciatura en Español e Inglés
  - Licenciatura en Español y lenguas extranjeras con énfasis en inglés y francés
  - Maestría en Enseñanza de las Lenguas Extranjeras
- Departamento de Ciencias Sociales
  - Licenciatura en Ciencias Sociales
  - Licenciatura en Filosofía
  - Maestría en Estudios Sociales

### Doctorado
- Interinstitucional en Educación

## Proceso de admisión

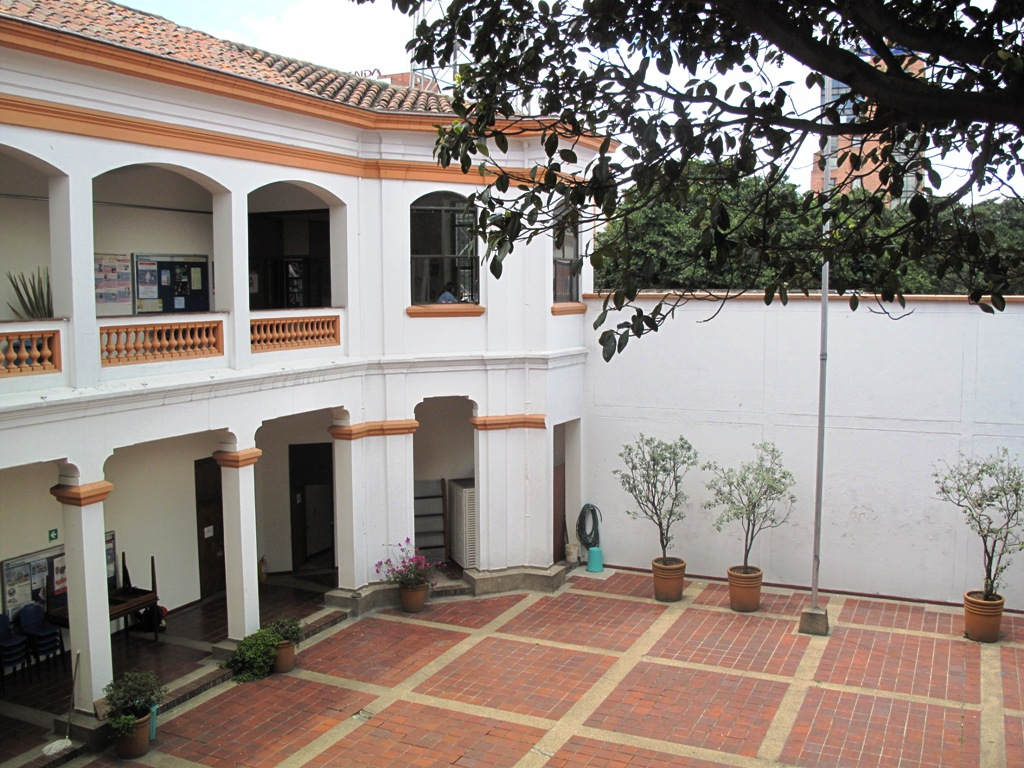
Edificio P (Sede Principal) - Subdirección de Admisiones y Registro

La Universidad Pedagógica Nacional, a través del Consejo Académico, define los criterios bajo los cuales se realiza el proceso de selección de aspirantes a ingresar a los programas de pregrado y posgrado. A través de los acuerdos 007 de 4 de mayo de 2006 y 005 de 24 de abril de 2007, el Consejo Académico adopta los criterios generales de admisión para aspirantes a ingresar por primera vez, por transferencia externa o reintegro, a los programas de pregrado de la Universidad. 
Considerando la alta demanda que tienen sus programas de formación, la universidad regula sus procesos de admisión para las distintas ofertas que realiza, tanto en su sede principal como en las diferentes regiones del país. Para la selección de los aspirantes, la universidad lleva a cabo un proceso de admisión en tres etapas, donde se aplican la Prueba de Potencialidad Pedagógica (P.P.P.), las pruebas específicas de cada programa y la entrevista. Los siguientes son los porcentajes de ponderación de cada prueba en el proceso de admisión:
- Puntaje de la Prueba de Potencialidad Pedagógica, aplicada por la universidad, con una ponderación de 30%.
- Puntaje de las pruebas específicas, las cuales son diseñadas y aplicadas por cada programa académico, con una ponderación de 40%,
- Puntaje de la entrevista, con una ponderación del 30%. La entrevista es aplicada a los aspirantes que obtengan los mayores puntajes acumulados en las pruebas anteriores en un número determinado por criterios definidos por el consejo de cada Departamento.

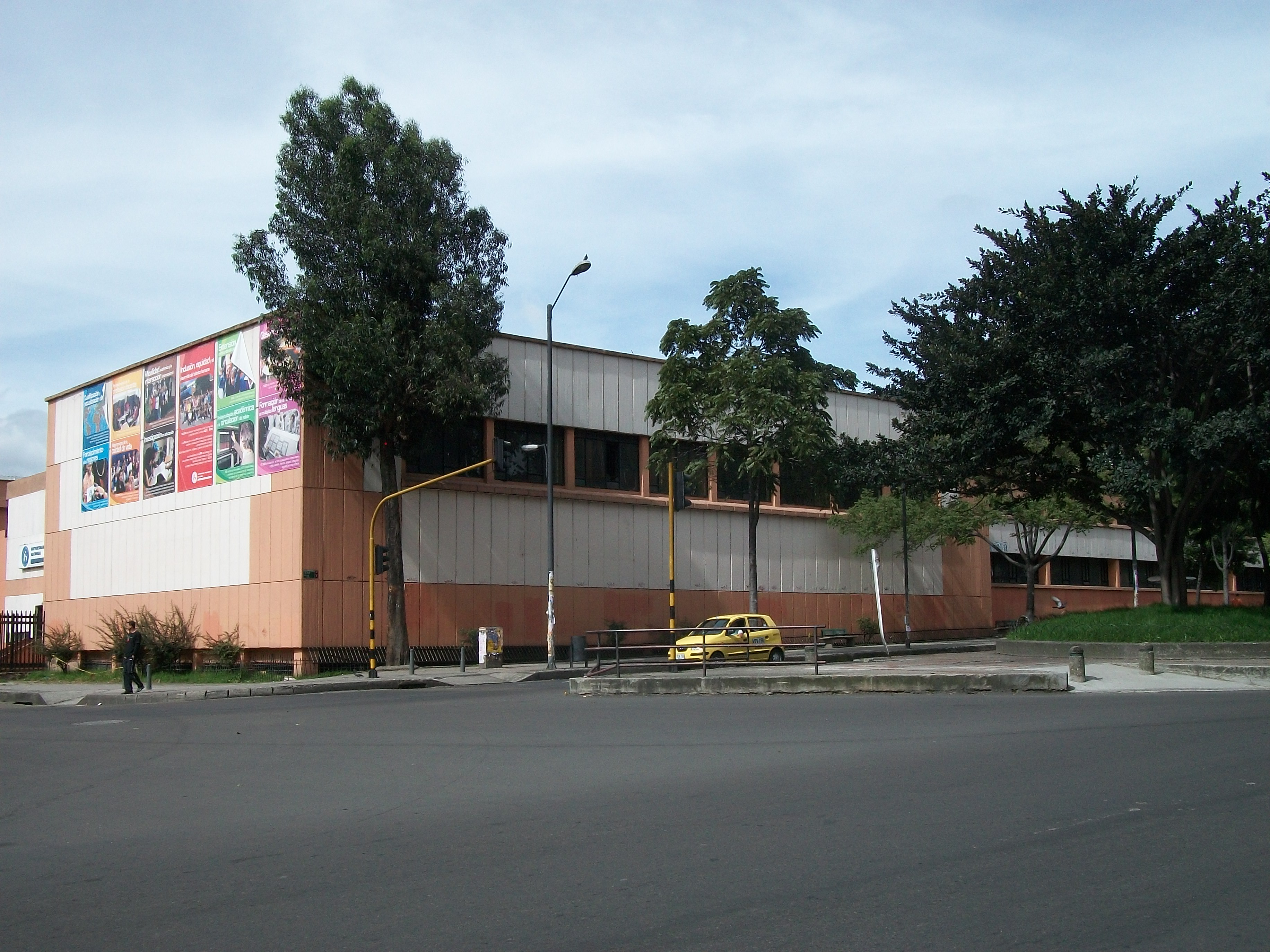
Fachada de la Sede Principal en Bogotá.

## Proyección social y extensión

### La Pedagógica Radio
El 25 de octubre de 2016, la UPN lanza el proyecto "La Pedagógica Radio, voces y sonidos que enseñan", que puede ser escuchado a través de la plataforma Tunein.

### Extensión
Los proyectos de extensión corresponden a las acciones que la Universidad Pedagógica Nacional emprende con miras a llegar a diferentes regiones y localidades del territorio nacional. Actualmente se concentran estas acciones en el trabajo académico y pedagógico que la Universidad adelanta en la región del Valle de Tenza en el departamento de Boyacá, conformada por las provincias de Neira y Oriente, teniendo oficialmente como lugar de trabajo las instalaciones del antiguo Colegio Bartolomé en el municipio de Sutatenza. Así mismo, en la región del Valle de Sibundoy, se realizan trabajos de carácter académico e investigativo con las poblaciones de los Cabildos Indígenas Ingas en el Alto y Medio Putumayo.
En el ámbito local y departamental, se ofrecen programas académicos a través de las Facultades de la Universidad Pedagógica Nacional. Dichos programas benefician un significativo número de personas en programas y cursos libres en Natación, Bellas Artes, Educación Física y Lenguas, entre otros.

### Instituto de Tecnologías Abiertas en Educación - ITAE
El Instituto de Tecnologías Abiertas en Educación, ITAE, es una Unidad de Dirección Académica, que desde sus objetivos, funciones y proyectos aporta al cumplimiento de la misión institucional, para lo cual desarrolla la oferta académica de la Universidad de los programas en modalidad a distancia con mediación tecnológica en coordinación con las Facultades, los Departamentos y los Programas de la UPN. El ITAE se concibe como espacio de indagación, formación y desarrollo de Ambientes de Aprendizaje mediados por las TIC en relación con la pedagogía.

### Programa de Formación Permanente de Docentes - PFPD
Los Programas de Formación Permanente de Docentes (PFPD), son la propuesta que orienta y fundamenta los procesos de formación a docentes, con el fin de asesorar y orientar la realización de un conjunto de actividades de Actualización, Innovación, Investigación y Profundización, relacionadas con las diferentes temáticas propias de la dinámica de los PEI y en particular de las áreas curriculares. Estos programas de formación se ofrecen en alianza con la Secretaría de Educación de Bogotá, a través de la Oficina de la División de Asesoría y Extensión de la Universidad Pedagógica.

### Diplomados Virtuales
La Universidad Pedagógica oferta varios diplomados virtuales con el propósito de generar espacios de reflexión y diálogo para avanzar en la comprensión de algunos de los asuntos que hoy problematizan a las instituciones educativas. El diseño de estos programas académicos responde a una propuesta pensada desde la pedagogía en escenarios virtuales y está dirigida a profesionales de la educación y de otras áreas interesados en los asuntos específicos que se abordan en cada uno de ellos.

### Talleres de Extensión Cultural

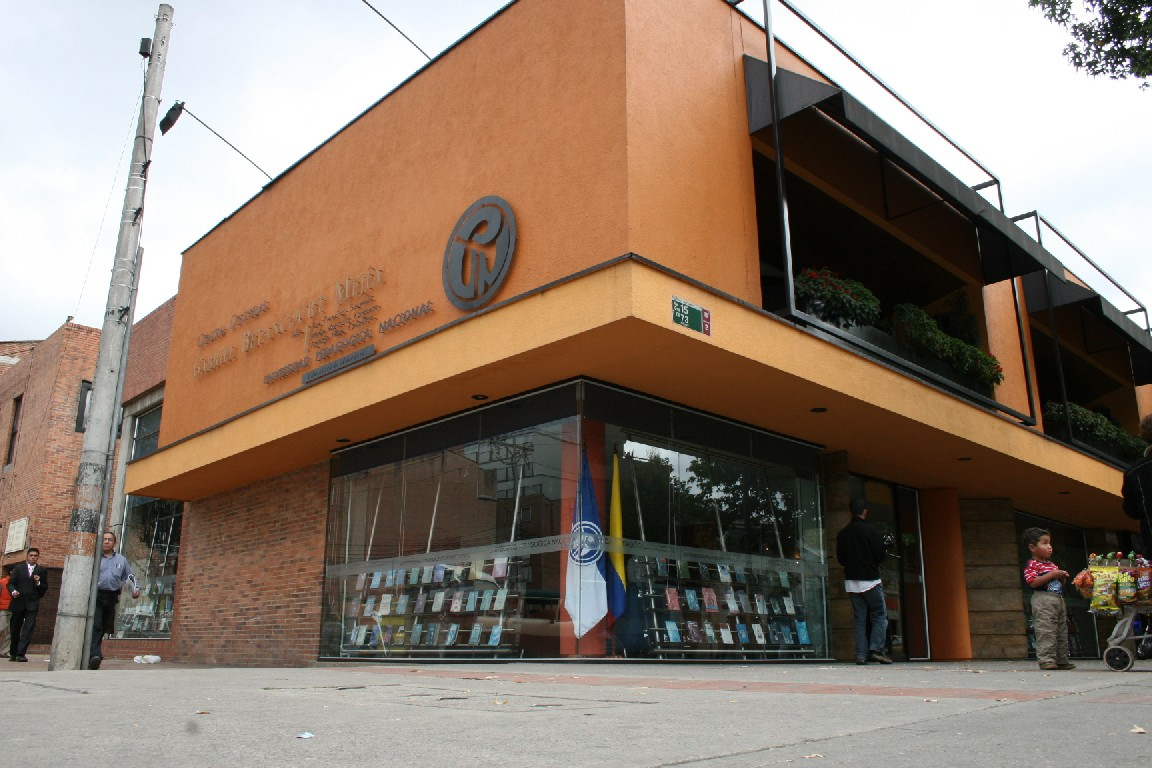
Centro cultural Gabriel Betancourt Mejía

Los programas, talleres, proyectos, actividades, grupos institucionales, agenda cultural y demás acciones que desarrolla el proyecto de participación calidad y compromiso en la gestión cultural, al frente de la Coordinación de Extensión Cultural, son de carácter educativo, formativo, recreativo y de esparcimiento, con el objeto de poner en escena el arte, la cultura y la formación académica como apuesta por un diálogo de saberes y experiencias que, en la perspectiva de la construcción de nuevas subjetividades, ciudadanías y sensibilidades artísticas y sociales, nos permitan fortalecer las prácticas de nuestra institución en la misión de educadora de educadores.

## Honoris causa
- Marco Raúl Mejía Jiménez[11]
- Totó la Momposina[12]
- Jaime Garzón[13]
- Francia Márquez

## Investigación
La investigación en la Universidad Pedagógica Nacional se encuentra orientada a comprender, comparar, analizar y transformar los escenarios de estudio inherentes a la naturaleza de la Institución: las teorías y las prácticas de la educación y de la pedagogía, y de las diferentes disciplinas en los campos específicos. Estas investigaciones se constituyen a partir de los grupos de investigación integrados por profesores, estudiantes, egresados e investigadores externos. Como estrategia de fomento a la actividad investigativa interinstitucional, la Universidad trabaja la modalidad de convenios marco, que permiten el intercambio de documentos, materiales e información referente a la investigación y a la enseñanza en los sectores definidos por los programas específicos que se agregan regularmente al convenio. 

## Museo Pedagógico Colombiano
Es un proyecto institucional creado en el año 2004,hace parte de la Facultad de Educación y la Vicerrectoría Académica de la Universidad Pedagógica Nacional. Actualmente también incluido en el Centro de Memoria de la Educación y la Pedagogía constituyendo un importante espacio de investigación y divulgación educativa, con la realización de actividades como exposiciones y conferencias relacionadas con la historia y memoria de la Educación en Colombia, del Instituto Pedagógico Nacional y de la Universidad Pedagógica Nacional. En este Museo se encuentran: 
- Archivo fotográfico, y archivo fílmico de la historia y memoria de la educación.
- Archivo Pedagógico de Colombia.[15]
- Fondo documental bibliográfico: (Hemeroteca, bases de datos, manuales escolares).
- Exposiciones sobre la memoria institucional, educación en Colombia y piezas relacionadas con la educación en el país.

## Publicaciones
Una parte considerable de la producción bibliográfica de la universidad se consigna en las revistas institucionales, testimonio de la producción científica y académica de la institución:
- Revista Folios. (Publicación de la Facultad de Humanidades)
- Revista Tecné, Episteme y Didaxis. (Publicación de la Facultad de Ciencia y Tecnología)
- Revista Lúdica Pedagógica. (Publicación de la Facultad de Educación Física)
- Revista Pensamiento, Palabra y Obra. (Publicación de la Facultad de Bellas Artes)
- Revista Pedagogía y Saberes. (Publicación de la Facultad de Educación)
- Revista Colombiana de Educación.
- Revista Nodos y Nudos.
- Revista Tinta.